# Cometa Hyakutake
O Cometa Hyakutake (formalmente designado C/1996 B2) é um cometa descoberto em Janeiro de 1996, que passou muito perto da Terra no mês de Março desse mesmo ano. Foi considerado o maior cometa de 1996 (media 4,2 km), e um dos cometas que passaram mais perto do planeta Terra nos últimos 200 anos, o que fez com que fosse facilmente observado no céu nocturno sendo visto por um grande número de pessoas em todo o mundo. O cometa cobriu temporariamente o muito aguardado cometa Hale-Bopp, que se aproximava do interior do Sistema solar, apesar do Hyakutake estar no seu estado mais brilhante por apenas alguns dias.
Observações cientificas do cometa levaram a algumas descobertas notáveis. A mais surpreendente para os cientistas foi a descoberta de emissão de raios X a partir do cometa, pois foi a primeira vez que essa emissão foi encontrada. Os cientistas acreditam que esta emissão é causada pelas partículas ionizadas de vento solar que interagem com os átomos neutros do cometa. 
A nave espacial Ulysses também cruzou inesperadamente a cauda do cometa a um distância de mais de 500 milhões de quilómetros do núcleo, mostrando que o Hyakutake tinha a cauda mais longa até então conhecida para um cometa. O Hyakutake é um cometa de período longo, antes desta sua passagem pelo Sistema Solar, o seu período orbital era de cerca de 15 000 anos, mas a influência gravitacional dos planetas gigantes aumentou-o para 72 000 anos.

## A descoberta
O cometa foi descoberto a 30 de Janeiro de 1996 por Yuji Hyakutake, um astrónomo amador do sul do Japão. Ele procurou cometas durante alguns anos e se mudou para a área rural da província de Kagoshima por causa do céu das áreas rurais com pouca interferência da iluminação noturna. Ele usava uns potentes binóculos com objectivas de seis polegadas para ver o céu na noite da descoberta. 
O cometa que ele encontrou era realmente o segundo cometa Hyakutake, o primeiro era o cometa C/1995 Y1, que Hyakutake tinha descoberto apenas algumas semanas antes.  Quando re-observava seu primeiro cometa (que nunca se tornou visível a olho nu), Hyakutake olhou para o céu e ficou surpreendido quando viu que havia um outro cometa, quase no mesmo local em que o outro tinha estado. Embora ele mal pudesse acreditar que tinha descoberto um segundo cometa tão próximo do primeiro, Hyakutake, relatou a sua observação na manhã seguinte ao Observatório Astronómico National do Japão. Mais tarde desse mesmo dia, a descoberta foi confirmada por observações independentes.